# Chile Unido IF
Chile Unido IF es un club de fútbol sueco ubicado en Norrköping.

## Trasfondo
Chile Unido IF es un club con raíces cercanas a Chile. El club juega actualmente en la División 4 Östergötland Östra, que es el sexto nivel en el fútbol sueco. Juegan sus partidos de local en el Sydvallen de Norrköping.
Chile Unido IF está afiliado a Östergötlands Fotbollförbund.